# Andrej Kasjetjkin

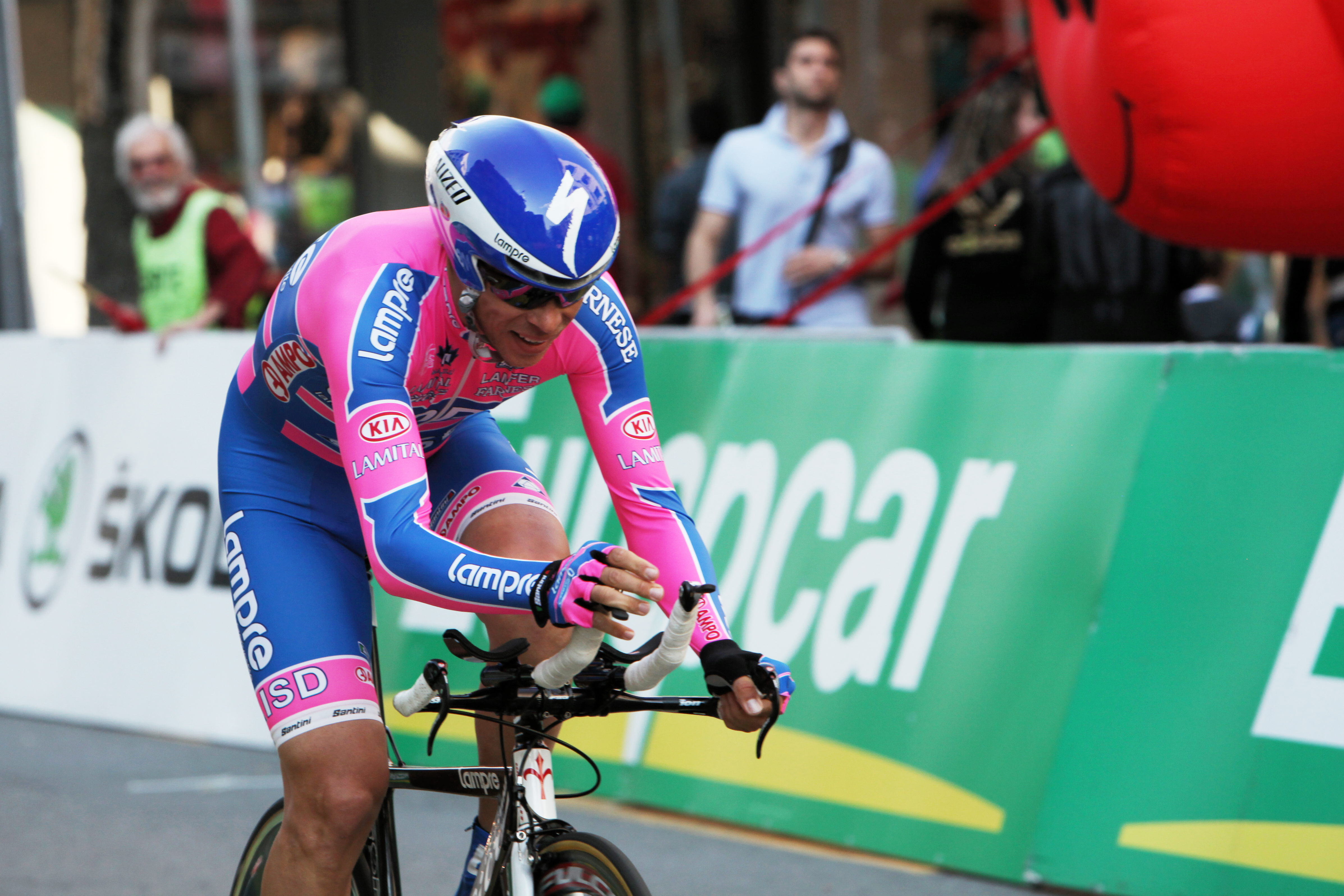
Andrej Kasjetjkin under Romandiet runt 2011.

Andrej Grigorjevitj Kasjetjkin, ryska: Андрей Григорьевич Кашечкин, född 21 mars 1980 i Qyzylorda, Kazakiska SSR, Sovjetunionen är en rysk-kazakisk professionell tävlingscyklist.
Kasjetjkin tävlar för Astana Team.
Kasjetjkin har tidigare varit avstängd från cykelsporten på grund av dopning. 2006 cyklade han för Liberty Seguros-Würth som under säsongen 2007 bytte namn till Astana Team.

## Karriär
Efter att ha tävlat i juniorvärldsmästerskapen i Valkenburg 2000 flyttade Kasjetjkin till Belgien året därpå och blev professionell med Domo-Farm Frites 2001. Han skrev på ett kontrakt inför säsongen 2003 för att få tävla med Quick Step-Davitamon. Året därpå gick han över till det franska stallet Crédit Agricole, för vilka han tävlade framgångsrikt i två år.
Kasjetjkin anslöt sig till Liberty Seguros-Würth inför säsongen 2006 och vann med dem den sjätte etappen på Paris-Nice 2006. Han vann dessutom de kazakiska nationsmästerskapen i landsväg.
Inför Tour de France 2006 blev Liberty Seguros-Würths lagledare Manolo Saiz arresterad av polis för inblandning i dopningshärvan Operación Puerto. Stallets huvudsponsor Liberty Seguros avslutade kontraktet och företagare i den kazakiska huvudstaden Astana tog över sponsorskapet och bildade därmed Kasjetjkins nya stall Astana Team.
I augusti 2007 blev det känt att Kasjetjkin hade testats positivt för bloddopning. Liksom landsmannen Aleksandr Vinokurov hade han använt sig av blod från en annan människa, en så kallad blodtransfusion. Den 31 augusti samma år sparkade Astana Team honom med anledning av att även B-testet var positivt. I oktober blev det klart att cyklisten inte tänkte ge upp bara för det positiva dopningstestet. Hans advokat sa att dopningskontroller är "kränkande mot de mänskliga rättigheterna" och att han var beredd att ta Kasjetjkins fall till den högsta domstolen.  Den belgiska domstolen sa dock att de inte tänkte lyssna på målet eftersom en proffslicens också innebär att dopningstester är tillåtna. 
Kasjetjkin sparkade i mitten av januari 2008 sin advokat och snart kom det rykten om att han skulle tävla för continental-stallet Team Oelan, med cyklister från Kazakstan och Litauen, vilket det kazakiska stallet senare nekade till.
Andrej Kasjetjkin blev fri att börja tävla igen under sommaren 2009 men han hade svårigheter att hitta ett stall som ville anställa honom. Han deltog i Världsmästerskapens tempolopp och slutade på en 25:e plats i tävlingen. Han körde också tävlingens linjelopp. I november förklarade Kasjetjkins landsman Aleksandr Vinokurov att Astana Team troligtvis inte tänkte återanställa Kasjetjkin. Anledningen var att stallet redan hade flera cyklister med ett dopningsförflutet.

## Privatliv
Andrej Kasjetjkins yngre bror Oleg Kasjetjkin tävlar för cykelstallet Josan-Mercedes Benz Aalst CT.

## Meriter
2003
3:a, etapp 6, Bayern Rundfahrt
2004
1:a, Sachsen Tour
1:a, GP de Fourmies
2:a, Nationsmästerskapens linjelopp
2:a, etapp 1, Sachsen Tour
2:a, etapp 1, Regio Tour International
3:a, etapp 3, Sachsen Tour
3:a, Regio Tour International
2005
2:a, ungdomstävlingen, Tour de France 2005
3:a, prolog, Critérium du Dauphiné Libéré
3:a, Nationsmästerskapens linjelopp
2006
1:a,  Nationsmästerskapens linjelopp
1:a, etapp 6, Paris-Nice
1:a, Etapp 18, Vuelta a España
2:a, prolog, Paris-Nice
2:a, bergsmästartävlingen, Tyskland runt
2:a, etapp 5, Tyskland runt
3:a, Tyskland runt
3:a, poängtävlingen, Tyskland runt
3:a, etapp 2, Tyskland runt
3:a, etapp 6, Tyskland runt
3:a, Clásica de San Sebastián
3:a, Vuelta a España
3:a, etapp 5, Vuelta a España
3:a, etapp 9, Vuelta a España
2007
2:a, etapp 3, Critérium du Dauphiné Libéré
3:a, Romandiet runt
3:a, etapp 5, Romandiet runt
3:a, Critérium du Dauphiné Libéré
3:a, prolog, Critérium du Dauphiné Libéré

## Stall
- Domo-Farm Frites 2001–2002
- Quick Step-Davitamon 2003
- Crédit Agricole 2004–2005
- Liberty Seguros-Würth 2006
- Astana Team 2006–2007, 2011–
- Lampre-Farnese Vini 2010–2011